# Yūki Amano
Yūki Amano (japanisch 天野 悠貴 Amano Yūki; * 17. April 2000 in der Präfektur Tokio) ist ein japanischer Fußballspieler.

## Karriere
Amano erlernte das Fußballspielen in der Jugendmannschaft vom FC Tokyo. Die U23-Mannschaft des Vereins spielte in der dritten Liga, der J3 League. Bereits als Jugendspieler absolvierte er ein Drittligaspiel.